# گوستاو لانسون
گوستاو لانسون (به فرانسوی: Gustave Lanson) مورخ و منتقد ادبی قرن نوزدهم میلادی اهل فرانسه است.